# Hesychotypa crocea
Hesychotypa crocea là một loài bọ cánh cứng trong họ Cerambycidae.